# Валки (река)
Валки (укр. Валки) — правый приток Сейма, протекающий по Сосницкому району (Черниговская область, Украина); один из многочисленных рукавов в долине Десны, образованный вследствие русловых процессов: русловая многорукавность.

## География
Длина — 13, 14 км. Скорость течения — 0,1.
Русло сильно-извилистое с крутыми поворотами (меандрированное) и заливами, шириной 10 м и глубиной 1-1,1 м. Долина реки сливается с долиной Десны. Сообщается временными и постоянными протоками с озёрами, в частности в приустьевой части, где образовывает рукава. В среднем течении сливается два рукава. В нижнем течении пересыхает, образовывая озёра.
Река берёт начало севернее села Синютин (Сосницкий район) — у русла Десны, юго-западнее озера Шаболиновка. Река течёт на юг и юго-запад. Впадает в Сейм (на 4-м км от её устья) юго-западнее села Пекарев (Сосницкий район).
Пойма частично занята заболоченными участками, лугами и кустарниками, лесами.
Притоки: нет.
Населённые пункты на реке (от истока к устью)
1. Синютин
2. Пекарев